# Myriam El Khomri
Myriam El Khomri (Rabat, 18 de febrero de 1978) es una política francesa, que se desempeñó como Ministra de Trabajo, Empleo, Formación Profesional y Diálogo Social de la República Francesa entre 2015 y 2017.

## Biografía

### Primeros años y familia
Nació en Marruecos, hija de padre marroquí y madre de Bretaña. Hasta los nueve años de edad vivió en Tánger. Luego se mudó con su familia a Thouars (Deux-Sèvres) y luego a Mérignac, cerca de Burdeos.
En cuanto a su vida personal, está casada y tiene dos hijas.
Estudió derecho público en la Universidad de Burdeos IV. En 1999, se mudó a París y estudió derecho en la Universidad de París I Panthéon-Sorbonne, donde obtuvo un diploma en estudios de posgrado en ciencia políticas en 2001.

### Carrera política
En 2001, en el momento de la elección de Bertrand Delanoë como alcalde de París, se convirtió en su colaboradora. Fue responsable de asuntos relacionados con la prevención, la seguridad y la drogadicción.
Al año siguiente se unió al Partido Socialista. Forma parte del consejo nacional del partido desde 2008 y de la oficina nacional desde 2012. Fue nombrada secretaria nacional del partido a cargo de cuestiones de seguridad en mayo de 2014.
En marzo de 2008, fue elegida en el XVIII Distrito de París, en la lista Daniel Vaillant-Bertrand Delanoë. Desde entonces, ha sido miembro del Consejo de París y de 2008 a 2011, asistente del alcalde, a cargo de todos los asuntos relacionados con la protección infantil y la prevención especializada. Desde el 18 de febrero de 2011 hasta el 27 de agosto de 2014, fecha de su entrada al gobierno nacional, fue asistente del alcalde a cargo de todos los asuntos relacionados con la prevención y la seguridad.
El 26 de agosto de 2014 fue nombrada Secretaria de Estado de Asuntos de Ciudad (dentro del Ministerio de Ciudad, Juventud y Deportes) en el Segundo Gobierno de Manuel Valls, una cartera previamente asumida por Najat Vallaud-Belkacem. Al momento de su nombramiento, era la ministra más joven del gabinete.

#### Ministra de Trabajo
El 2 de septiembre de 2015, fue nombrada Ministra de Trabajo, Empleo, Formación Profesional y Diálogo Social, después de la renuncia de François Rebsamen, al asumir como alcalde de Dijon.
En 2016, el gabinete francés le dio permiso al primer ministro Manuel Valls para evitar el parlamento y promulgar un amplio conjunto de reformas laborales conocidas ampliamente como la «ley de El Khomri». El 17 de marzo de 2016, entre 69 000 y 150 000 personas se manifestaron convocadas por organizaciones juveniles para protestar contra la ley. La contestación se magnificó el 31 de marzo de 2016: a la llamada de los sindicatos de asalariados y de las organizaciones juveniles, las manifestaciones reunieron entre 390 000 y 1,2 millones de personas.